# Dieter Kartschoke
Dieter Kartschoke (* 3. Mai 1936 in Breslau, Schlesien) ist ein deutscher Germanist und Hochschullehrer, der sich vor allem mit der Literatur des 12. und 16. Jahrhunderts befasste.

## Leben
Nach der Promotion zum Dr. phil. in Heidelberg 1963 und Habilitation 1971 begann er seine Lehrtätigkeit als Wissenschaftlicher Rat und Professor an der Universität Heidelberg. Er wurde 1974 ordentlicher Professor für Deutsche Philologie an der TU bzw. Universität Hannover (Seminar für Deutsche Literatur und Sprache) und in 1980 Berlin an der FU, wo auch seine Ehefrau Erika Kartschoke, geborene Schmiedbauer, als Professorin für Deutsche Philologie Ältere deutsche Sprache und Literatur lehrte.

## Veröffentlichungen (Auswahl)
- Die Datierung des deutschen Rolandsliedes. Stuttgart 1965, OCLC 5539676.
- als Hrsg. und Übers.: Wolfram von Eschenbach. Willehalm. Text der 6. Ausgabe von Karl Lachmann. Berlin 1968.
- mit Wolfgang Dittmann, Hubertus Fischer, Erika Kartschoke, Irmela von der Lühe, Werner Röcke, Paul Gerhard Völker und Sabine Zurmühl: Reformierte Altgermanistik. Bericht über ein Grundstudienmodell am Germanistischen Seminar der FU Berlin. Presse- und Informationsamt der FU, Berlin 1972. Erneut abgedruckt in: Bundesassistentenkonferenz [Hrsg.]: Zum Beispiel Altgermanistik. Historische Wissenschaft und Lehrerausbildung (= Texte zur Studienreform. Band 3). Bundesassistentenkonferenz, Bonn 1972, S. 16‒95, sowie in: Jahrbuch für Internationale Germanistik. Band 4, 1972, Nr. 1, S. 108‒157.
- Bibeldichtung. Studien zur Geschichte der epischen Bibelparaphrase von Juvencus bis Otfrid von Weißenburg. München 1975, OCLC 933063530.
- Altdeutsche Bibeldichtung. Stuttgart 1975, ISBN 3-476-10135-5.
- Geschichte der deutschen Literatur im frühen Mittelalter. München 2000, ISBN 3-423-30777-3.